# Список маркграфов Мейсена
Маркграфство Мейсен было территориальным государством на границе Германской империи. Марка Мейсен была основана в 965 году императором Оттоном I Великим. Её центром была имперская крепость Мейсен, укрепления которой были возведены в 929 году на мейсенской крепостной горе по приказу короля Генриха I Птицелова. С XIII века мейсенская марка, которой управляли маркграфы из династии Веттинов, стала ядром Саксонского курфюршества, правители которого продолжали носить титул маркграфов Мейсена, а позже и королевства Саксония.

## Маркграфы
| Имя                               | Период    | Примечания                      |
| --------------------------------- | --------- | ------------------------------- |
| Вигберт                           | 965—976   |                                 |
| Титмар I                          | 976—979   | также маркграф Мерзебурга       |
| Гунтер Мерзебургский              | 981—982   | также маркграф Мерзебурга       |
| Рикдаг II                         | 978—985   | с 982 также маркграф Мерзебурга |
| Эккехард I Мейсенский             | 985—1002  | сын Гунтера                     |
| Гунцелин фон Кукенбург            | 1002—1009 | брат Эккехарда                  |
| Герман I                          | 1009—1038 | сын Эккехарда                   |
| Эккехард II Мейсенский            | 1038—1046 | брат Германа                    |
| Вильгельм IV фон Веймар-Орламюнде | 1046—1062 |                                 |
| Генрих и Оттон I Веймарский       | 1062—1067 |                                 |
| Экберт I                          | 1067—1068 |                                 |
| Экберт II                         | 1068—1089 |                                 |
| Вратислав II                      | 1076—1089 |                                 |
| Генрих I Мейсенский               | 1089—1103 |                                 |
| Генрих II Мейсенский              | 1103—1123 |                                 |
| Випрехт Гройчский                 | 1123—1124 |                                 |
| Герман II фон Винценбург          | 1124—1129 | из дома графов фон Формбах      |
| Конрад Великий                    | 1098—1157 |                                 |
| Оттон II Богатый                  | 1157—1190 |                                 |
| Альбрехт I Гордый                 | 1190—1195 |                                 |
| Дитрих Мейсенский                 | 1198—1221 |                                 |

## Маркграфы мейсенские и ландграфы Тюрингии
| Имя                    | Период    | Примечания |
| ---------------------- | --------- | ---------- |
| Генрих III             | 1221—1288 |            |
| Альбрехт II            | 1288—1291 |            |
| Фридрих I              | 1291—1323 |            |
| Фридрих II             | 1323—1349 |            |
| Фридрих III            | 1349—1381 |            |
| Вильгельм I Одноглазый | 1382—1407 |            |
| Вильгельм II Богатый   | 1407—1425 |            |
| Георг                  | 1380—1401 |            |

С 1425 года маркграфы Мейсена стали курфюрстами Саксонии.

## Маркграфы Мейсена и герцоги Саксонии
С 1921 года только глава дома Веттинов носит титул маркграф Мейсена как часть фамилии.
| Имя                         | Период         | Примечания                                     |
| --------------------------- | -------------- | ---------------------------------------------- |
| Фридрих Август III          | 1918/1921—1932 | король Саксонии, отрёкся от престола в 1918 г. |
| Фридрих Кристиан            | 1932—1968      |                                                |
| Мария Эмануэль              | 1968—2012      |                                                |
| Александр Саксен-Гессафский | с 2012         | приёмный сын Марии Эмануэля с 1999 г.          |